# Lijst van rijksmonumenten in Harderwijk (plaats)
De plaats Harderwijk telt 96 inschrijvingen in het rijksmonumentenregister. Hieronder een overzicht.
| Object | Oorspronkelijke functie?               | Bouwjaar                                 | Architect                          | Locatie                                           | Coördinaten?                  | Nr.?   | Afbeelding |
| --- | -------------------------------------- | ---------------------------------------- | ---------------------------------- | ------------------------------------------------- | ----------------------------- | ------ | --- |
| Poortje met fronton | Grensafbakening                        | 1576                                     |                                    | Academiestraat tegenover 14                       | 52° 20' 54" NB, 5° 37' 8" OL  | 20153  | Meer afbeeldingen |
| Linnaeustorentje, overblijfsel van Commanderij 's-Heerenloo                                                                                | Waarnemingspost                        | eerste helft 16e eeuw                    |                                    | Academiestraat tegenover 14                       | 52° 20' 54" NB, 5° 37' 6" OL  | 20154  | Meer afbeeldingen |
| Langgerekt pand met hoog schilddak | Kerkelijke dienstwoning                | late middeleeuwen                        |                                    | Achterom 2                                        | 52° 20' 55" NB, 5° 36' 59" OL | 20155  | Meer afbeeldingen |
| Twee gemetselde hekpijlers met natuurstenen dekplaten, waarop ballen.                                                                      | Erfscheiding                           | vermoedelijk 18e eeuw                    |                                    | Blokhuis tegenover 13                             | 52° 20' 56" NB, 5° 36' 49" OL | 20156  | Meer afbeeldingen |
| Blokhuis | Woonhuis                               | late middeleeuwen                        |                                    | Blokhuis 13                                       | 52° 20' 56" NB, 5° 36' 49" OL | 20157  | Meer afbeeldingen |
| Herenhuis met bakstenen lijstgevel ter breedte van zes vensterassen                                                                        | Woonhuis                               | derde kwart 18e eeuw                     |                                    | Bruggestraat 21                                   | 52° 21' 2" NB, 5° 36' 59" OL  | 20158  | Meer afbeeldingen |
| Huis met gepleisterde lijstgevel | Woonhuis                               | vroege 19e eeuw                          |                                    | Bruggestraat 23                                   | 52° 21' 2" NB, 5° 36' 60" OL  | 20159  | Meer afbeeldingen |
| Huis met gepleisterde lijstgevel | Woonhuis                               | vroege 19e eeuw                          |                                    | Bruggestraat 25                                   | 52° 21' 2" NB, 5° 37' 0" OL   | 20160  | Meer afbeeldingen |
| Huis met gepleisterde lijstgevel | Woonhuis                               | vroege 19e eeuw                          |                                    | Bruggestraat 27                                   | 52° 21' 2" NB, 5° 37' 1" OL   | 20161  | Meer afbeeldingen |
| Herenhuis met bakstenen lijstgevel | Woonhuis                               | derde kwart 18e eeuw                     |                                    | Bruggestraat 35                                   | 52° 21' 2" NB, 5° 37' 2" OL   | 20162  | Meer afbeeldingen |
| In oorsprong laat-gotisch pand | Woonhuis                               |                                          |                                    | Bruggestraat 48                                   | 52° 21' 1" NB, 5° 37' 5" OL   | 20163  | Meer afbeeldingen |
| Herenhuis, met aan de achterzijde twee haakse achtervleugels                                                                               | Handel en kantoor                      | late middeleeuwen                        |                                    | Bruggestraat 49                                   | 52° 21' 1" NB, 5° 37' 5" OL   | 20164  | Meer afbeeldingen |
| Dwarshuis onder zadeldak | Werk-woonhuis                          | stoep: 18e eeuw                          |                                    | Academiestraat 7A                                 | 52° 20' 54" NB, 5° 37' 8" OL  | 20165  | Meer afbeeldingen |
| Herenhuis onder hoog zadeldak, waarin twee dakvensters met fronton                                                                         | Woonhuis                               | vermoedelijk 15e eeuw                    |                                    | Donkerstraat 27                                   | 52° 20' 55" NB, 5° 37' 2" OL  | 20166  | Meer afbeeldingen |
| Pand met eenvoudige gepleisterde lijstgevel                                                                                                | Woonhuis                               |                                          |                                    | Donkerstraat 29                                   | 52° 20' 55" NB, 5° 37' 2" OL  | 20167  | Meer afbeeldingen |
| Pand met gepleisterde lijstgevel en hoog schilddak                                                                                         | Woonhuis                               | vermoedelijk 16e eeuw                    |                                    | Donkerstraat 39                                   | 52° 20' 57" NB, 5° 37' 3" OL  | 20168  | Meer afbeeldingen |
| Deftig patriciershuis onder omlopend schilddak met hoekschoorstenen                                                                        | Woonhuis                               |                                          |                                    | Donkerstraat 4                                    | 52° 20' 52" NB, 5° 36' 58" OL | 20169  | Meer afbeeldingen |
| Achterhuis onder zadeldak met gepleisterde puntgevel                                                                                       | Woonhuis                               | 15e eeuw                                 |                                    | Donkerstraat 20                                   | 52° 20' 54" NB, 5° 37' 1" OL  | 20170  | Meer afbeeldingen |
| Pand met gepleisterde trapgevel en met ezelsruggen gedekte trappen                                                                         | Woonhuis                               | vermoedelijk 15e eeuw                    |                                    | Donkerstraat 26                                   | 52° 20' 54" NB, 5° 37' 2" OL  | 20171  | Meer afbeeldingen |
| Klein pand met gepleisterde trapgevel | Woonhuis                               | eerste kwart 17e eeuw                    |                                    | Donkerstraat 28                                   | 52° 20' 54" NB, 5° 37' 3" OL  | 20172  | Meer afbeeldingen |
| Huis op L-vormige plattegrond met aan de voorzijde een gepleisterde lijstgevel                                                             | Woonhuis                               |                                          |                                    | Donkerstraat 34                                   | 52° 20' 55" NB, 5° 37' 4" OL  | 20173  | Meer afbeeldingen |
| Pand met gepleisterde voorgevel waarin fragmenten van uitgekraagde bogen                                                                   | Woonhuis                               | vermoedelijk 16e eeuw                    |                                    | Donkerstraat 36                                   | 52° 20' 56" NB, 5° 37' 5" OL  | 20174  | Meer afbeeldingen |
| Pand onder zadeldak en met eenvoudige bakstenen lijstgevel                                                                                 | Woonhuis                               | tweede kwart 18e eeuw                    |                                    | Donkerstraat 40                                   | 52° 20' 55" NB, 5° 37' 4" OL  | 20175  | Meer afbeeldingen |
| Patriciershuis onder dwars schilddak met hoekschoorstenen                                                                                  | Woonhuis                               | derde kwart 18e eeuw                     |                                    | Donkerstraat 42                                   | 52° 20' 55" NB, 5° 37' 4" OL  | 20176  | Meer afbeeldingen |
| Patriciershuis onder dwars schilddak met dakkapel, bekroond door gebogen fronton                                                           | Woonhuis                               | 1763 (geveljaartal)                      |                                    | Donkerstraat 44                                   | 52° 20' 57" NB, 5° 37' 5" OL  | 20177  | Meer afbeeldingen |
| patriciershuis onder dwars schilddak met dakkapel, bekroond door gebogen fronton                                                           | Woonhuis                               |                                          |                                    | Donkerstraat 46                                   | 52° 20' 56" NB, 5° 37' 5" OL  | 20178  | patriciershuis onder dwars schilddak met dakkapel, bekroond door gebogen fronton                                                           |
| Voormalig Pesthuis, daarvoor Kapel van het Fraterhuis                                                                                      | Gezondheidszorg                        | 1441 (stichtingsjaar)                    |                                    | Straat van Sevenhuysen 8                          | 52° 20' 58" NB, 5° 36' 52" OL | 20179  | Meer afbeeldingen |
| Huis met verdieping en half zadeldak | Woonhuis                               | 1636 (jaartalankers)                     |                                    | Grote Marktstraat 49                              | 52° 21' 0" NB, 5° 37' 20" OL  | 20180  | Meer afbeeldingen |
| Laat-gotisch dwarshuis onder hoog zadeldak                                                                                                 | Woonhuis                               |                                          |                                    | Grote Marktstraat 4                               | 52° 21' 3" NB, 5° 37' 15" OL  | 20181  | Meer afbeeldingen |
| Hoekpand met verdieping | Woonhuis                               | vermoedelijk late middeleeuwen           |                                    | Hondegatstraat 17                                 | 52° 21' 3" NB, 5° 37' 7" OL   | 20182  | Meer afbeeldingen |
| Hoekpand zonder verdieping met topschoorstenen                                                                                             | Woonhuis                               | eerste helft 19e eeuw (voorgevel)        |                                    | Hondegatstraat 16                                 | 52° 21' 3" NB, 5° 37' 8" OL   | 20183  | Meer afbeeldingen |
| Pand met verdieping en hoog schilddak | Woonhuis                               | wellicht 17e eeuw                        |                                    | Hoogstraat 17                                     | 52° 21' 4" NB, 5° 37' 6" OL   | 20184  | Meer afbeeldingen |
| Pand met verdieping en hoog schilddak | Woonhuis                               | 1655 (jaartalankers)                     |                                    | Hoogstraat 19                                     | 52° 21' 4" NB, 5° 37' 6" OL   | 20185  | Meer afbeeldingen |
| Pand met verdieping en hoog schilddak | Woonhuis                               | 1655 (jaartalankers)                     |                                    | Hoogstraat 23                                     | 52° 21' 4" NB, 5° 37' 6" OL   | 20186  | Meer afbeeldingen |
| Hoekpand met ingezwenkte topgevel | Woonhuis                               | waarschijnlijk 18e eeuw                  |                                    | Hoogstraat 16                                     | 52° 21' 3" NB, 5° 37' 4" OL   | 20187  | Hoekpand met ingezwenkte topgevel |
| Pand zonder verdieping met schilddak, waarin dakkapel met driehoekige bekroning                                                            | Woonhuis                               | waarschijnlijk 18e eeuw                  |                                    | Hoogstraat 30                                     | 52° 21' 3" NB, 5° 37' 9" OL   | 20188  | Meer afbeeldingen |
| Pand met hoog schilddak | Woonhuis                               | eind 18e eeuw                            |                                    | Schoenmakersstraat 17                             | 52° 21' 2" NB, 5° 37' 12" OL  | 20189  | Meer afbeeldingen |
| Voormalige Synagoge | Kerk en kerkonderdeel                  | vermoedelijk tweede kwart 19e eeuw       |                                    | Jodenkerksteeg 1                                  | 52° 21' 4" NB, 5° 37' 9" OL   | 20190  | Meer afbeeldingen |
| Stadstimmerhuis | Woonhuis                               |                                          |                                    | Vischmarkt 57A                                    | 52° 21' 5" NB, 5° 37' 17" OL  | 20191  | Meer afbeeldingen |
| Grote of Onze-Lieve-Vrouwekerk | Kerk en kerkonderdeel                  | 14e-16e eeuw                             |                                    | Kerkplein 1                                       | 52° 20' 56" NB, 5° 36' 60" OL | 20192  | Meer afbeeldingen |
| Herenhuis met hoog, dwars schilddak en lijstgevel                                                                                          | Woonhuis                               | eerste kwart 19e eeuw                    |                                    | Kerkplein 8                                       | 52° 20' 58" NB, 5° 36' 55" OL | 20193  | Meer afbeeldingen |
| Herenhuis ter breedte van vijf vensterassen met verdieping en dwars schilddak                                                              | Woonhuis                               | eind 18e eeuw                            |                                    | Kerkstraat 16                                     | 52° 20' 59" NB, 5° 37' 1" OL  | 20194  | Meer afbeeldingen |
| Pand met verdieping en hoog zadeldak tussen puntgevels                                                                                     | Woonhuis                               | vermoedelijk 16e eeuw                    |                                    | Kerkstraat 18                                     | 52° 20' 58" NB, 5° 37' 1" OL  | 20195  | Meer afbeeldingen |
| Pand van alleen beganegrond met hoog, dwars schilddak                                                                                      | Woonhuis                               |                                          |                                    | Kerkstraat 22                                     | 52° 20' 58" NB, 5° 37' 1" OL  | 20196  | Meer afbeeldingen |
| Neogotisch hoekpand | Woonhuis                               |                                          |                                    | Kerkplein 12                                      | 52° 20' 57" NB, 5° 37' 1" OL  | 20197  | Neogotisch hoekpand |
| Hoekpand onder een schilddak | Woonhuis                               | late middeleeuwen                        |                                    | Kleine Marktstraat 1                              | 52° 21' 3" NB, 5° 37' 9" OL   | 20198  | Meer afbeeldingen |
| Pand met verdieping en schilddak | Woonhuis                               | Begin 19e eeuw                           |                                    | Kleine Marktstraat 3                              | 52° 21' 3" NB, 5° 37' 9" OL   | 20199  | Meer afbeeldingen |
| Gepleisterd pand onder hoog schilddak | Woonhuis                               | waarschijnlijk 18e eeuw                  |                                    | Kleine Marktstraat 13                             | 52° 21' 5" NB, 5° 37' 10" OL  | 20200  | Meer afbeeldingen |
| Dwarshuis onder zadeldak tussen puntgevels                                                                                                 | Woonhuis                               | Late middeleeuwen                        |                                    | Kleine Oosterwijck 3                              | 52° 21' 8" NB, 5° 37' 13" OL  | 20201  | Meer afbeeldingen |
| Gepleisterd dwarshuis | Woonhuis                               | 18e eeuw                                 |                                    | Kleine Oosterwijck 16                             | 52° 21' 8" NB, 5° 37' 11" OL  | 20202  | Meer afbeeldingen |
| Overblijfsel van het Sint-Catharijneklooster                                                                                               | Klooster, kloosteronderdl              | mogelijk 16e-eeuwse oorsprong            |                                    | Klooster 2                                        | 52° 20' 52" NB, 5° 37' 5" OL  | 20203  | Meer afbeeldingen |
| Sint-Catharinakerk | Kapel                                  | 1502 (stichting) 1913 (restauratie)      | P.J.H. Cuypers (restauratie)       | Klooster 1                                        | 52° 20' 53" NB, 5° 37' 6" OL  | 20204  | Meer afbeeldingen |
| Bakstenen gebouw onder hoog zadeldak | Woonhuis                               | Vermoedelijk eerste helft 16e eeuw       |                                    | Klooster 6                                        | 52° 20' 54" NB, 5° 37' 5" OL  | 20205  | Meer afbeeldingen |
| Stadhuis, tegenwoordig muziekschool | Overheidsgebouw                        | late middeleeuwen                        |                                    | Markt 1                                           | 52° 21' 1" NB, 5° 37' 7" OL   | 20206  | Meer afbeeldingen |
| Dwarshuis met verdieping en schilddak | Woonhuis                               | mogelijk 16e eeuw                        |                                    | Markt 3                                           | 52° 21' 1" NB, 5° 37' 8" OL   | 20207  | Meer afbeeldingen |
| Gedeelte van de zuidelijke muur met een der schuine zijden van de koorsluiting van de vroegere gotische kapel van het Franciscanenklooster | Vanwege onderdelen kerk                |                                          |                                    | Markt 7                                           | 52° 20' 60" NB, 5° 37' 9" OL  | 20208  | Gedeelte van de zuidelijke muur met een der schuine zijden van de koorsluiting van de vroegere gotische kapel van het Franciscanenklooster |
| Pand onder zadeldak en met gepleisterde lijstgevel                                                                                         | Woonhuis                               | 1771                                     |                                    | Markt 8                                           | 52° 20' 59" NB, 5° 37' 7" OL  | 20209  | Meer afbeeldingen |
| Pand met verminkte puntgevel | Woonhuis                               | 16e of 17e eeuw                          |                                    | Schapenhoek 6                                     | 52° 21' 5" NB, 5° 37' 6" OL   | 20210  | Meer afbeeldingen |
| Pand met gepleisterde gevel en hoog schilddak                                                                                              | Woonhuis                               | waarschijnlijk 18e eeuw                  |                                    | Schapenhoek 10                                    | 52° 21' 5" NB, 5° 37' 6" OL   | 20211  | Meer afbeeldingen |
| Gotisch muurfragment met geprofileerde bakstenen vensteromlijsting                                                                         | Onderdeel woningen e.d.                |                                          |                                    | Schoolsteeg 4                                     | 52° 21' 1" NB, 5° 36' 57" OL  | 20213  | Meer afbeeldingen |
| Pand onder hoog schilddak, waarin een dakkapel met fronton en zijstukken                                                                   | Woonhuis                               | waarschijnlijk 16e eeuw                  |                                    | Smeepoortenbrink 7                                | 52° 20' 51" NB, 5° 36' 59" OL | 20214  | Meer afbeeldingen |
| Huisje van beganegrond met hoog schilddak, waarin een dakkapel met vleugelstukken                                                          | Woonhuis                               | circa 1800                               |                                    | Smeepoortenbrink 10                               | 52° 20' 50" NB, 5° 36' 59" OL | 20215  | Meer afbeeldingen |
| Hoekpand onder dwars schilddak | Woonhuis                               | 19e eeuw, mogelijk oudere kern           |                                    | Smeepoortenbrink 9                                | 52° 20' 51" NB, 5° 36' 60" OL | 20216  | Meer afbeeldingen |
| Herenhuis met verdieping en dwars schilddak                                                                                                | Woonhuis                               | 17e eeuw                                 |                                    | Smeepoortenbrink 32                               | 52° 20' 51" NB, 5° 37' 2" OL  | 20217  | Meer afbeeldingen |
| Pand van beganegrond onder hoog schilddak                                                                                                  | Woonhuis                               | mogelijk 16e eeuw                        |                                    | Smeepoortenbrink 38                               | 52° 20' 52" NB, 5° 37' 1" OL  | 20218  | Meer afbeeldingen |
| Pand met verdieping en hoog zadeldak tussen puntgevels                                                                                     | Woonhuis                               | late middeleeuwen                        |                                    | Smeepoortenbrink 40                               | 52° 20' 52" NB, 5° 37' 1" OL  | 20219  | Meer afbeeldingen |
| Vischpoort | Fort, vesting en -onderdl              | 15e-16e eeuw                             |                                    | Vischmarkt 1                                      | 52° 21' 10" NB, 5° 37' 14" OL | 20221  | Meer afbeeldingen |
| Pand met verdieping, hoog dak en gepleisterde gevel                                                                                        | Woonhuis                               | late middeleeuwen                        |                                    | Vischmarkt 9                                      | 52° 21' 7" NB, 5° 37' 8" OL   | 20222  | Pand met verdieping, hoog dak en gepleisterde gevel                                                                                        |
| Pand met verdieping, hoog dak en gepleisterde gevel                                                                                        | Woonhuis                               | late middeleeuwen                        |                                    | Vischmarkt 11                                     | 52° 21' 7" NB, 5° 37' 9" OL   | 20223  | Pand met verdieping, hoog dak en gepleisterde gevel                                                                                        |
| Pand met verdieping, hoog dak en gepleisterde gevel                                                                                        | Woonhuis                               | late middeleeuwen                        |                                    | Vischmarkt 13                                     | 52° 21' 7" NB, 5° 37' 9" OL   | 20224  | Meer afbeeldingen |
| Pand met verdieping en zadeldak tussen puntgevels evenwijdig aan de straat                                                                 | Woonhuis                               | late middeleeuwen                        |                                    | Vischmarkt 15                                     | 52° 21' 7" NB, 5° 37' 9" OL   | 20225  | Meer afbeeldingen |
| Pand met verdieping en zadeldak tussen puntgevels evenwijdig aan de straat                                                                 | Woonhuis                               | late middeleeuwen                        |                                    | Vischmarkt 17                                     | 52° 21' 7" NB, 5° 37' 10" OL  | 20226  | Meer afbeeldingen |
| Hoekhuis met verdieping en hoog schilddak                                                                                                  | Woonhuis                               | late middeleeuwen                        |                                    | Vischmarkt 21                                     | 52° 21' 6" NB, 5° 37' 10" OL  | 20227  | Meer afbeeldingen |
| Hoekhuis met zadeldak tussen puntgevels met pothuis                                                                                        | Woonhuis                               | waarschijnlijk 16e eeuw                  |                                    | Vischmarkt 47                                     | 52° 21' 5" NB, 5° 37' 12" OL  | 20228  | Meer afbeeldingen |
| Pand onder hoog zadeldak | Woonhuis                               | 17e of 18e eeuw                          |                                    | Vischmarkt 27                                     | 52° 21' 6" NB, 5° 37' 11" OL  | 20229  | Meer afbeeldingen |
| Aanbouw onder half schilddak, met verdieping                                                                                               | Woonhuis                               | mogelijk 18e eeuw                        |                                    | Vischmarkt 29                                     | 52° 21' 6" NB, 5° 37' 11" OL  | 20230  | Meer afbeeldingen |
| Patriciershuis op L-vormige plattegrond | Woonhuis                               | vierde kwart 18e eeuw                    |                                    | Vischmarkt 55                                     | 52° 21' 5" NB, 5° 37' 14" OL  | 20231  | Meer afbeeldingen |
| Hoekpand met bakstenen tuitgevel onder rollaag                                                                                             | Woonhuis                               | 1768 (fronton)                           |                                    | Vischmarkt 57                                     | 52° 21' 5" NB, 5° 37' 15" OL  | 20232  | Meer afbeeldingen |
| Pand zonder verdieping met pannen schilddak                                                                                                | Woonhuis                               | circa 1800                               |                                    | Vischmarkt 2                                      | 52° 21' 5" NB, 5° 37' 7" OL   | 20233  | Meer afbeeldingen |
| Pand zonder verdieping en met pannen schilddak                                                                                             | Woonhuis                               | circa 1800                               |                                    | Vischmarkt 4                                      | 52° 21' 5" NB, 5° 37' 8" OL   | 20234  | Meer afbeeldingen |
| Gepleisterd pandje onder half schilddak | Woonhuis                               | waarschijnlijk 18e eeuw                  |                                    | Vischmarkt 8                                      | 52° 21' 5" NB, 5° 37' 8" OL   | 20235  | Meer afbeeldingen |
| Gepleisterd dwarshuis onder zadeldak | Woonhuis                               | waarschijnlijk 18e of begin 19e eeuw     |                                    | Vischmarkt 16                                     | 52° 21' 5" NB, 5° 37' 9" OL   | 20236  | Meer afbeeldingen |
| Langgerekt pand met hoog schilddak | Woonhuis                               | late middeleeuwen                        |                                    | Vijhestraat 1                                     | 52° 20' 59" NB, 5° 36' 55" OL | 20237  | Meer afbeeldingen |
| Pand met eenvoudige lijstgevel, waarin een deuromlijsting met verdiepte pilasters en gebogen hoofdgestel                                   | Woonhuis                               | 18e eeuw                                 |                                    | Vijhestraat 9                                     | 52° 20' 60" NB, 5° 36' 55" OL | 20238  | Meer afbeeldingen |
| Langgerekt gedeelte van de vestingmuur van hotel monopole tot voorbij het Blokhuis met spitsbogig poortje met kantelen                     | Fort, vesting en -onderdl              | waarschijnlijk 16e eeuw                  |                                    | Muur tussen Strandboulevard Oost 1 en Plantage 26 | 52° 21' 7" NB, 5° 37' 7" OL   | 20239  | Meer afbeeldingen |
| Vestingmuur met halfronde vestingtoren achter huizen aan de Smeepoortenbrink                                                               | Fort, vesting en -onderdl              |                                          |                                    | Smeepoortenbrink bij 4                            | 52° 21' 1" NB, 5° 37' 22" OL  | 20240  | Vestingmuur met halfronde vestingtoren achter huizen aan de Smeepoortenbrink                                                               |
| Muurwerk van de Smeepoort | Waarnemingspost Smeepoort met muurdeel |                                          |                                    | Smeepoortenbrink bij 4                            | 52° 20' 51" NB, 5° 36' 60" OL | 20241  | Meer afbeeldingen |
| Diepegracht en de Friesegracht, en bastions aan de zuidzijde van Harderwijk                                                                | Gracht                                 |                                          |                                    | Zuid van de Plantage en de Vitringasingel         | 52° 20' 49" NB, 5° 36' 55" OL | 20242  | Diepegracht en de Friesegracht, en bastions aan de zuidzijde van Harderwijk                                                                |
| Grafheuvel | Archeologisch monument                 | Neolithicum en/of Bronstijd              |                                    |                                                   | 52° 18' 27" NB, 5° 40' 38" OL | 45438  | Grafheuvel |
| Terrein met grafheuvel | Archeologisch monument                 | Neolithicum en/of Bronstijd              |                                    |                                                   | 52° 18' 16" NB, 5° 40' 37" OL | 46218  | Terrein met grafheuvel |
| Sint-Catharinakerk vanwege orgel | Kerk en kerkonderdeel                  | 1820 (orgel)                             | waarschijnlijk W. Beeskens (orgel) | Van Maerlantlaan 1                                | 52° 20' 28" NB, 5° 37' 52" OL | 480838 | Meer afbeeldingen |
| De Hoop | Industrie- en poldermolen              | 1998 (herbouw) delen teruggaand tot 1779 |                                    | Havendijk bij 7                                   | 52° 21' 8" NB, 5° 37' 28" OL  | 511958 | Meer afbeeldingen |
| Villa Frisia | Werk-woonhuis                          | 1904                                     | D. Kok Jz.                         | Friesegracht 75                                   | 52° 20' 48" NB, 5° 37' 5" OL  | 523676 | Meer afbeeldingen |
| Dwars hoekpand van twee bouwlagen en achterhuis                                                                                            | Woonhuis                               | 15e eeuw en latere delen                 |                                    | Hoogstraat 20                                     | 52° 21' 3" NB, 5° 37' 6" OL   | 523677 | Meer afbeeldingen |
| Christelijk College Nassau-Veluwe | Onderwijs en wetenschap                | 1922                                     | P.H. van Lonkhuyzen                | Stationslaan 26                                   | 52° 20' 39" NB, 5° 37' 33" OL | 523678 | Meer afbeeldingen |
| Plantagekerk | Kerk en kerkonderdeel                  | 1932-1933                                | P.H. van Lonkhuyzen                | Stationslaan 136                                  | 52° 20' 46" NB, 5° 37' 4" OL  | 523679 | Plantagekerk |